# Lamborghini Jalpa
La Lamborghini Jalpa è una autovettura sportiva del tipo targa, prodotta dalla casa automobilistica italiana Lamborghini dal 1981 al 1988.

## Il contesto

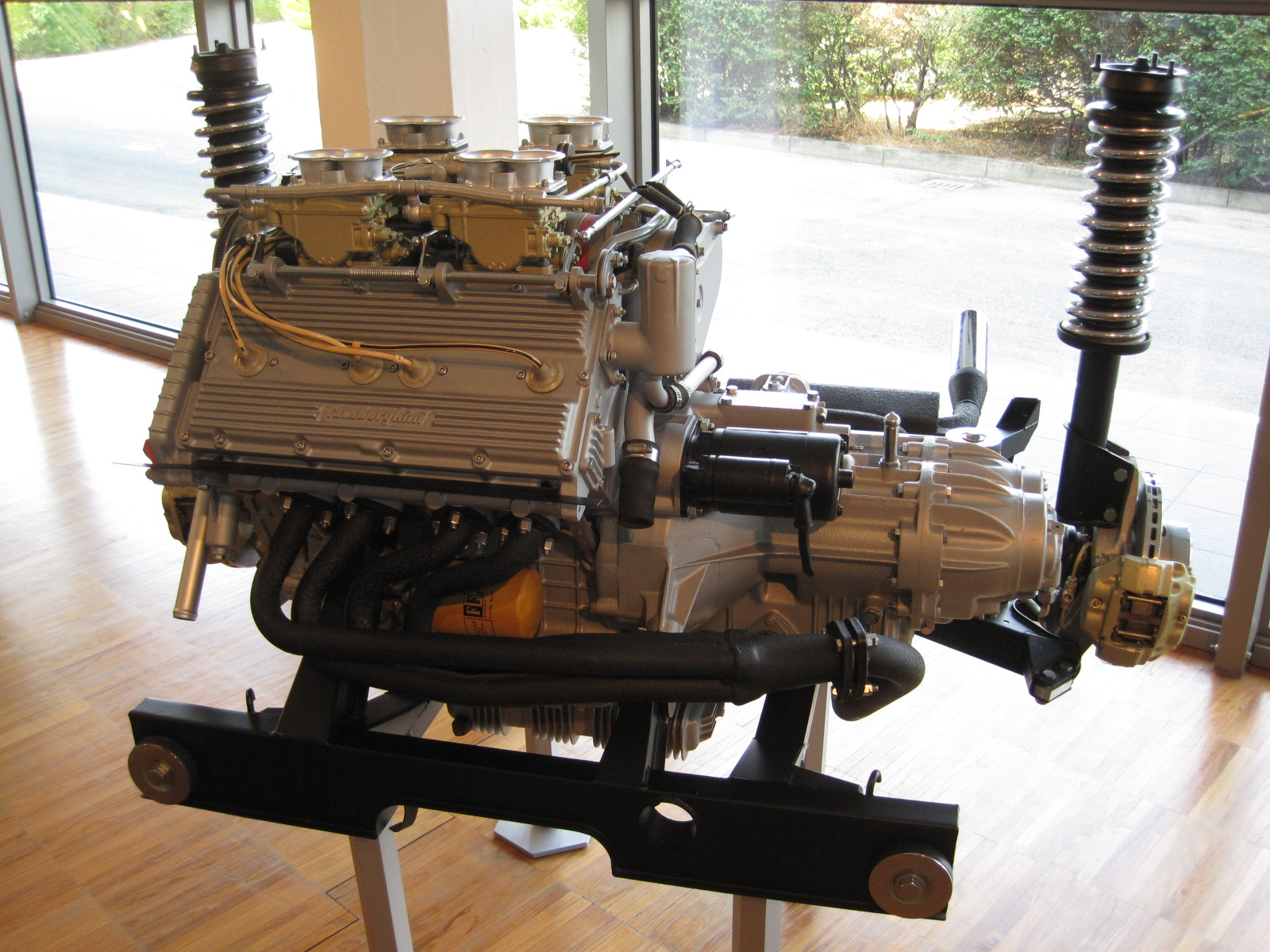
Motore V8 da 3,5 Litri di una Jalpa al Museo Lamborghini

Dopo che la Lamborghini fu rilevata dai fratelli Jean-Claude e Patrick Mimran, giunsero i capitali necessari per rinnovare la produzione, che venne posta sotto la direzione tecnica di Giulio Alfieri.
Il compito affidato alla Jalpa era quello di sostituire, seguendo il concetto tracciato dalla precedente Silhouette, l'ormai datato modello Urraco del quale eredita la meccanica e il motore V8, portato in questa occasione a 3.496 cm³, montato trasversalmente, con potenza di 255 CV (168 kW); fu questa l'ultima Lamborghini a montare un propulsore con architettura V8. La carrozzeria era stata disegnata da Bertone e veniva realizzata dalla Silver Car di Torino. L'auto divenne famosa al grande pubblico anche per essere la vettura guidata da Sylvester Stallone nel film Rocky IV.

### Nome
Il nome della vettura, come per altre vetture della casa bolognese, è quello di una famosa razza di tori da combattimento, come era consuetudine in Lamborghini essendo il toro il segno zodiacale di Ferruccio Lamborghini. 

### Tecnica
La velocità dichiarata dalla casa della vettura era di 234 km/h anche se furono rilevate velocità maggiori di questa, mentre il suo peso, completo di tutti i liquidi, era di 1.507 kg. In confronto alla più potente Countach, la Jalpa era più semplice da gestire nel traffico cittadino a bassa velocità e dava al guidatore una visibilità migliore del mondo esterno. Di notte però erano presenti diversi riflessi che potevano distrarre.

### Evoluzione e fine produzione

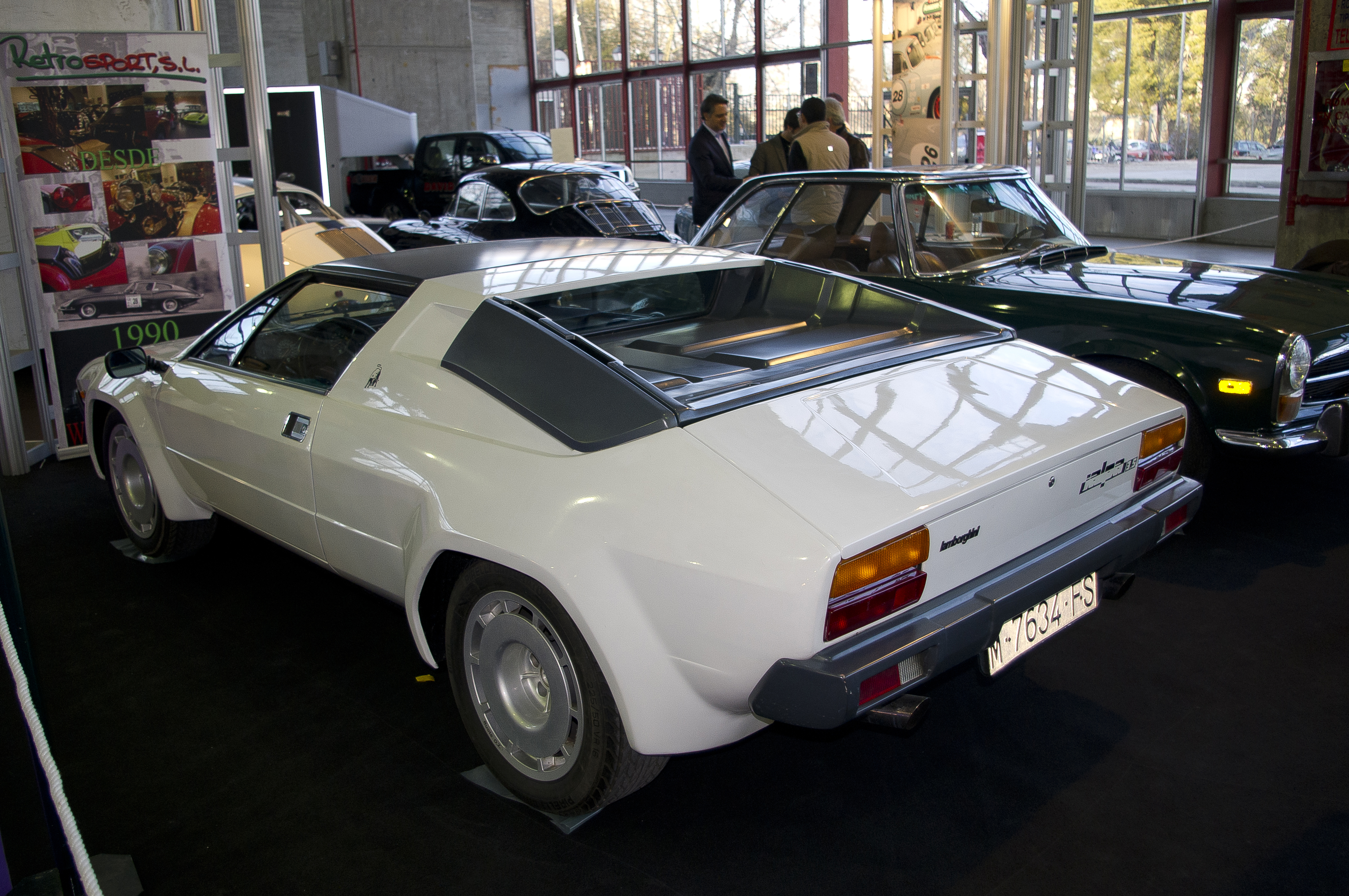
Posteriore di una Lamborghini Jalpa 3.5 del 1984 pre-restyling; notare i fari rettangolari e le parti in plastica nera

I primi esemplari prodotti avevano le parti in plastica, i paraurti, le prese d'aria e la copertura del motore, di colore nero, mentre le luci posteriori erano rettangolari come sulla Silhouette.
Nel 1984 le plastiche divennero del colore della carrozzeria e le luci posteriori furono sostituite con altre di forma rotonda.
Nel 1988 le vendite calarono e la Chrysler Corporation, che l'anno precedente aveva acquisito la proprietà della Lamborghini, decise di interromperne la produzione.
La Jalpa ottenne un discreto successo commerciale, totalizzando 416 esemplari costruiti.